# 돌아온 용팔이
"돌아온 용팔이"는 1983년에 개봉한 대한민국의 영화이다.

## 캐스팅
- 박노식
- 이대근
- 장혁
- 진수경
- 김희라
- 한성경
- 국정숙
- 박동룡
- 신찬일
- 최재호
- 장정국
- 전영재
- 김욱
- 김기범
- 임해림
- 윤일주
- 박종설
- 강계식
- 박용팔
- 양형로
- 한명환
- 홍명구
- 김민호
- 지계순
- 이정애
- 임예심
- 최명희
- 박예숙
- 최효숙